# Sala terrena (Bělušice)
Die Sala terrena ist ein Gartensaal im Gutshaus von Bělušice (Bieloschitz) im Okres Most, Tschechien. 
Das Herrenhaus mit der Sala terrena entstand während des Dreißigjährigen Krieges nach der Restaurierung der ehemaligen Feste, die durch Feuer zerstört worden war. Bauherr war Michael Oswald Thun, der auch den großen englischen Park anlegen ließ. Die Ausstattung stammt größtenteils vom Bildhauer Johann Brokoff. Die Gutsherrschaft blieb bis zur Bodenreform im Jahr 1925 im Besitz der Familie Chotek von Chotkov. Bis 1948 gehörte sie der Familie Baňka, die nach der Rückübertragung in den 1990er Jahren die Sala terrena aufwändig saniert hat.